# پنتوز
پنتوز یا تک‌قندی پنج کربنه (به انگلیسی: Pentose)، یکی از تک‌قندی‌ها است که دارای پنج اتم کربن است. تک‌قندی‌های پنج کربنه که به دو دسته تقسیم می‌شوند، شامل آلدوپنتوها؛ که دارای گروه عاملی آلدهید در جایگاه ۱ هستند، و کتوپنتوزها؛ که دارای یک گروه عاملی کتون در جایگاه ۲ یا ۳ هستند را شامل می‌شوند. 
بسپاری که از تک‌قندی پنج کربنه یا پنتوز به وجود می‌آید پنتوسان نام دارد.

## آلدوپنتوز
آلدوپنتوزها دارای ۳ مرکز کایرال هستند، بنابراین امکان داشتن ۸ ایزومرفضایی (در زیر نمایش داده شده‌اند) را دارا می‌باشند.
| D-آرابینوز | D-لیگزوز | D-ریبوز | D-گزیلوز |
| L-آرابینوز | L-لیگزوز | L-ریبوز | L-گزیلوز |

## کتوپنتوز
کتوپنتوزها ی دارای گروه عاملی کتون در جایگاه ۲ (کتوپنتوز-۲) حاوی ۲ مرکز کایرال هستند، بنابراین امکان داشتن ۴ ایزومرفضایی (در زیر نمایش داده شده‌اند) را دارا می‌باشند. 
کتوپنتوزها ی دارای گروه عاملی کتون در جایگاه ۳ (کتوپنتوز-۳) بسیار کمیاب هستند.
| D-ریبولوز | D-Xylulose |
| L-ریبولوز | L-Xylulose |